# منتخب أوزبكستان تحت 20 سنة لكرة القدم
منتخب أوزبكستان تحت 20 سنة لكرة القدم (بالأوزبكية: Oʻzbekiston U-20 futbol terma jamoasi) هو ممثل أوزبكستان الرسمي في المنافسات الدولية في كرة القدم في فئة كرة قدم تحت 20 سنة للرجال.